# Ракетный двигатель 09
Ракетный двигатель 09 — разработан М. К. Тихонравовым в 1932—1933 гг. в ГИРД.

## Технические параметры
- Подача окислителя — вытеснительная, давлением паров окислителя
- Режим работы — одноразовый

Горючее размещалось непосредственно в камере сгорания между стенкой камеры и центральной трубкой с отверстиями.

## Применение
Использовался в ракете ГИРД-09 (достигнутая высота около 400 метров). Стендовые испытания в 1933 году. Первый двигатель, работавший на топливе смешанного агрегатного состояния (ракетный двигатель на гибридном топливе).

## Сохранившиеся экземпляры
- В Музее космонавтики и ракетной техники (Санкт-Петербург)